# 練馬インターチェンジ

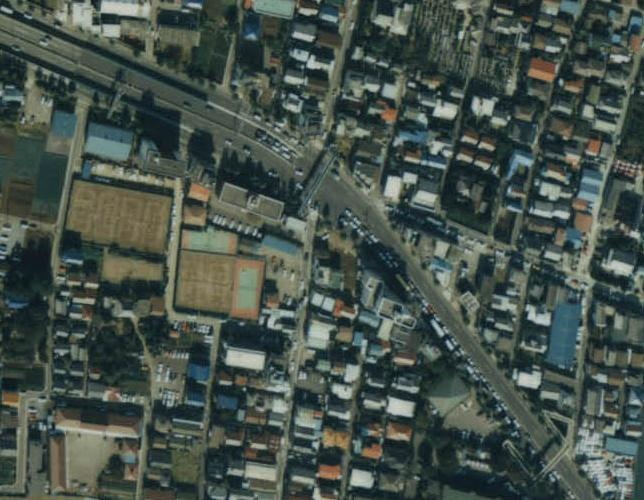
航空写真。

練馬インターチェンジ（ねりまインターチェンジ）は、東京都練馬区三原台二丁目にある関越自動車道のインターチェンジである。

## 概要
関越自動車道の起点であるが、他の都心周辺の高速自動車国道とは違い、首都高速道路と直接接続しておらず、関越自動車道と一般道（目白通り）の都心方面のみを結ぶシンプルな構造となっている。また、近接して東京外環自動車道大泉ICがある。
1971年の開設当初は、関越自動車道は高速自動車国道ではなく、東京川越道路という一般有料道路（国道254号のバイパス）であったが、2年後に関越自動車道の一部として高速自動車国道に昇格した。開通当時の名残として、入口付近の中央分離帯付近には自動車専用の標識とともに「有料道路」の文字が入った標識が掲げられている。
上り線の練馬出口は、三軒寺交差点に接続しており、信号機が設置されている。
料金支払いおよび通行券の受け取りは新座料金所で行われるため、料金所は無い。
このインターチェンジと直結する首都高速道路の候補路線として、高速練馬線（都市高速道路第10号線）の構想が存在する。関越自動車道上り線は練馬ICを先頭とした渋滞が常態化しており、また関越自動車道から都心および中央自動車道、東名高速道路の各方面へは練馬ICを経由した方が最短ルートであることが多いため一般道路の交通量も多く、谷原交差点を中心に周辺の生活道路にも通過交通が侵入している状況にある。練馬区は外環道都内区間と併せ、高速練馬線の早期整備を要望しているが、都市計画決定等の手続きは行われていない。

## 道路
- E17 関越自動車道（1番）

## 接続している道路
- 目白通り（東京都道・埼玉県道24号練馬所沢線、三車線中の右側二車線が関越道にそのまま乗り入れる）
  - 目白通りから東京外環自動車道を利用する場合は、関越自動車道を通らず、目白通りを直進して大泉ICから進入する。（練馬ICから東京外環自動車道外回りへの通行は不可）
  - 関越自動車道から目白通り大泉学園（北園交差点）方面へは、三軒寺交差点を直進、みのわ陸橋でUターンとなる。

大泉ICでの出場はできないため、練馬ICを利用する。そのため、上り線の出口名称に「練馬 大泉」と記載されている。

## 周辺
- 東京都道8号千代田練馬田無線（目白通り・富士街道）
- 東京都道311号環状八号線（環八通り）
- 東京都道443号南田中町旭町線（笹目通り）
- 練馬高野台駅・石神井公園駅

## 歴史
- 1971年（昭和46年）12月20日 : 一般国道254号東京川越道路当IC - 川越ICの開通に伴い供用開始。
- 1973年（昭和48年）4月1日 : 東京川越道路の関越自動車道への昇格編入に伴い、関越自動車道のインターチェンジとなる。

## 隣
E17 関越自動車道
(1)練馬IC - (2)大泉JCT/IC(ICは新潟方面入口のみ) - 新座TB - (3)所沢IC
練馬ICから大泉JCTを経由して東京外環自動車道を利用することはできない。そのため目白通りから外環道に入る場合は左車線に入るように入口手前で指示される。